# 関智一・冨士原圭希の変身ラジオ
『関智一・冨士原圭希の変身ラジオ 〜企業戦士よ、マスクをかぶれ〜』（せきともかず ふじわらたまきのへんしんラジオ きぎょうせんしよ マスクをかぶれ）は、RKB毎日放送（RKBラジオ）にて2025年7月6日から放送中のラジオ番組。

## 番組概要
ギャラクシー賞などを受賞したラジオドラマ『空想労働シリーズ サラリーマン』で「一匹狼のコジロー」を演じた声優・関智一と、ラジオドラマの企画から演出までを手がけるアナウンサー・冨士原圭希がタッグを組み、「変身」をキーワードに、ヒーローや特撮、アニメ、そして仕事論に至るまでを情熱的かつ時に暴走気味に語り尽くすラジオ番組。ラジオドラマ『サラリーマンBLACK』の応援番組。
番組ではリスナーを「隊員」と呼称し、リクエスト曲、推しのヒーロー、変身エピソード（転職・イメチェン・味変など）を随時募集。メールが採用されたリスナーにはポイントが付与される。ポイントに応じて役職がランクアップする昇進システムが導入されており、《0P》訓練生 《5P》平隊員 《10P》副隊長《20P》隊長 《30P》大隊長 《40P》参謀 《50P》長官 と出世を目指す。付与されるポイントは関の裁量で決められる。
番組は冨士原が福岡から上京し、都内のスタジオで収録されている。
2025年8月24日から『サラリーマンBLACK』（23:00 - 23:15）の放送開始にともない、15分短縮で23:15 - 23:30に放送時間が変更されると発表された。
番組ハッシュタグは「#変身ラジオ」。

## 放送時間
- 毎週日曜日 23:15 - 23:30（2025年8月24日 - 〈予定〉）

### 過去の放送時間
- 毎週日曜日 23:00 - 23:30（2025年7月6日 - 8月17日）[注 2]

## パーソナリティ
- 関智一 - 番組内での呼称は「トモちゃん」[ep 3]→「トモちん」[ep 4]→「トモちん大元帥」。
- 冨士原圭希（RKBアナウンサー）- 番組内での呼称は「タマきん」[ep 3]→「ジェネラル・タマきん」。

## 番組構成
以下の構成に沿て番組が進行する
- 23:00 - 関と冨士原によるタイトルコール→オープニングトーク（CM1へ）
- 23:10ごろ - 「変身研究所」（「変身」をキーワードとするトークコーナー）（CM1明け）
- 23:20ごろ - 「グッズ大作戦」（「空想労働シリーズ サラリーマン」のグッズ情報や、関が所有するコレクションの紹介など）（CM2へ）
- 23:27ごろ - 関と冨士原によるエンディングトーク（CM2明け）

## BGM
- メインテーマ - 松隈ケンタ[1]

## ネット配信・Podcast
| 配信開始月 | 配信サイト    | 備考                                |
| ---------- | ------------- | ----------------------------------- |
| 2025年7月  | YouTube       | 新RKBラジオ公式YouTube。            |
| 2025年7月  | Spotify       | 配信開始日時は公式YouTubeに準じる。 |
| 2025年7月  | Amazon Music  | 配信開始日時は公式YouTubeに準じる。 |
| 2025年7月  | radiko        | 配信開始日時は公式YouTubeに準じる。 |
| 2025年7月  | Apple Podcast | 配信開始日時は公式YouTubeに準じる。 |

## YouTube篇
『変身ラジオ YouTube篇』を『空想労働シリーズ サラリーマン』YouTube公式で配信。番組のアフタートークや、ここでしか聞けない裏話などの動画を毎週水曜日18時に更新。

### 配信リスト
| 2025年 | 2025年         | 2025年                                                 | 2025年                                           |
| ♯      | 配信開始日     | タイトル                                               | 備考                                             |
| ------ | -------------- | ------------------------------------------------------ | ------------------------------------------------ |
| 1      | 2025年07月09日 | 変身前の関智一                                         |                                                  |
| 2      | 07月16日       | 【造形愛】情報解禁!! 関智一のサイン入りソフビお渡し会  | ワンダーフェスティバルでのソフビお渡し会について |
| 3      | 07月23日       | 「人造人間キカイダー THE ANIMATION」出演・誕生秘話！   |                                                  |
| 4      | 07月30日       | 【新世紀エヴァンゲリオン】関智一、鈴原トウジを振り返る | ワンダーフェスティバル2025夏 開催前の収録        |
| 5      | 08月06日       | 冨士原アナ、実況中継の裏側を語る！                     |                                                  |
| 6      | 08月20日       | サラリーマンBLACK出演者発表&オタ友トークの実情         |                                                  |

## 変身ラジオ in ワンフェス
2025年7月27日に幕張メッセ国際展示場にて開催された「ワンダーフェスティバル2025夏」の公式ステージで、本番組の出張版として14時から『関智一・冨士原圭希の変身ラジオ in ワンフェス〜企業戦士よ、ソフビをつくれ〜』と題する冨士原をMCに関と特撮愛、造形愛を語るトークショーが行われた。またショーの終盤では、15時からトークショーを行うタローマンとのコラボが実現した。
公式ステージでのトークショーの様子は『変身ラジオ 幕張出張版』として2025年8月3日のラジオ放送本編で公開された。
企業ブースでは関が造形を担当したサラリーマンのソフビなどのサラリーマン公式グッズが販売され、ソフビの事前予約者、当日購入者（整理券配布）にはサイン入りソフビのお渡し会&写真撮影会が行われた。